# Szent Ágoston tanítása a világ teremtéséről

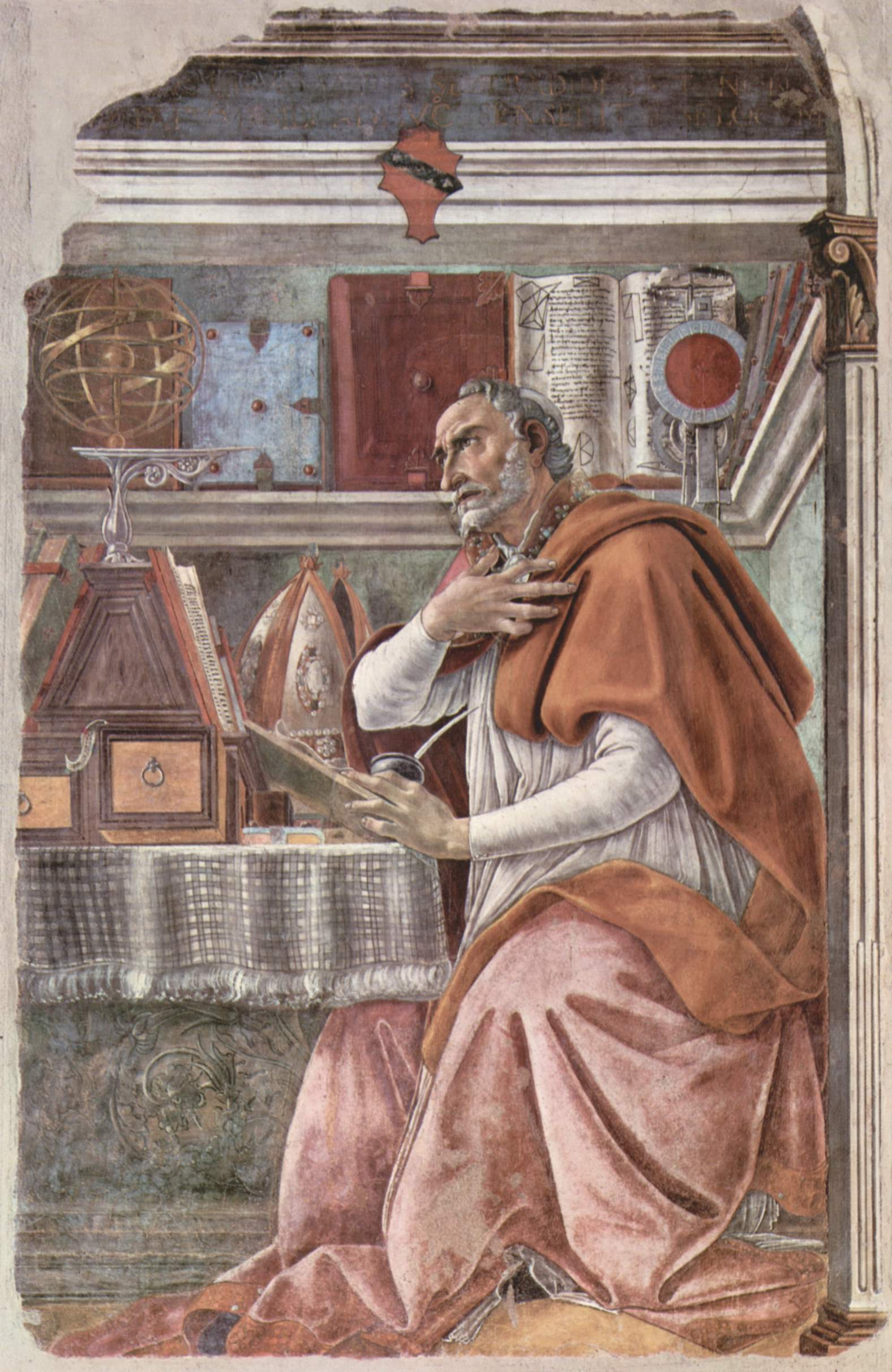
Sandro Botticelli Augustinus című festménye

A világ teremtésének a kérdésében, Hippói Szent Ágoston szembefordult a platóni és plótinoszi világmagyarázattal, miszerint a világot Isten valamilyen már létező ősanyagból teremtette. Szerinte ez az elmélet ugyanis tagadja Isten mindenhatóságát, azt állította nincs örök anyag. Isten a világot önzetlen jóságából fakadóan teremtette, senki és semmi nem kényszerítette rá. Minden dolog csakis csak Istennek köszönheti a létét.
A Teremtés Könyvét, de az egész Szentírást sem szabad szó szerint értelmezni mivel ez, Ágoston szerint, egyenlő lenne az istenkáromlással. Az egész Szentírás az ember gyöngeségeihez mérten, emberi nyelven beszél, ezért elbeszéléseit ennek a fényében kell értelmeznünk.

## A teremtés előtt nem volt semmi
A kereszténység megjelenésével a pogány világértelmezéshez képest egy új világfelfogás jelenik meg: a semmiből való teremtés (creatio ex nihilo) tana valamint az a nézet, hogy a világ ahogy létrejön, nem a világot, hanem az alkotóját jellemzi.
Ágoston számára a „semmiből való teremtés” már teológiai hagyomány része. A világot Isten vagy semmiből kellett, hogy teremtse – vagy önmagából (mert rajta kívül nem létezett más semmi). De magából nem teremtethette, mert akkor egyenlő lenne vele.
Ágoston szerint bármilyen teremtés előtti anyag létezésének a feltételezése tagadja Isten mindenhatóságát. Elvetette azt a világszemléletet, miszerint Isten, egy már előre meglévő nem teremtett anyagból formálta volna meg a világot. A következőket mondta: „Nyilvánvalóan nem úgy cselekedtél, mint egy szobrász, aki a lelki szemével látott alakot kívánja megvalósítani, s testből alakít testet”. Az anyagiság, mint puszta lehetőség sem létezhetett Isten teremtő tevékenységtől függetlenül. A teremtés azt jelenti, hogy Istentől származik az anyagiság és az anyagiságot befogadó forma is.

## Az ősanyag teremtése és megformálása

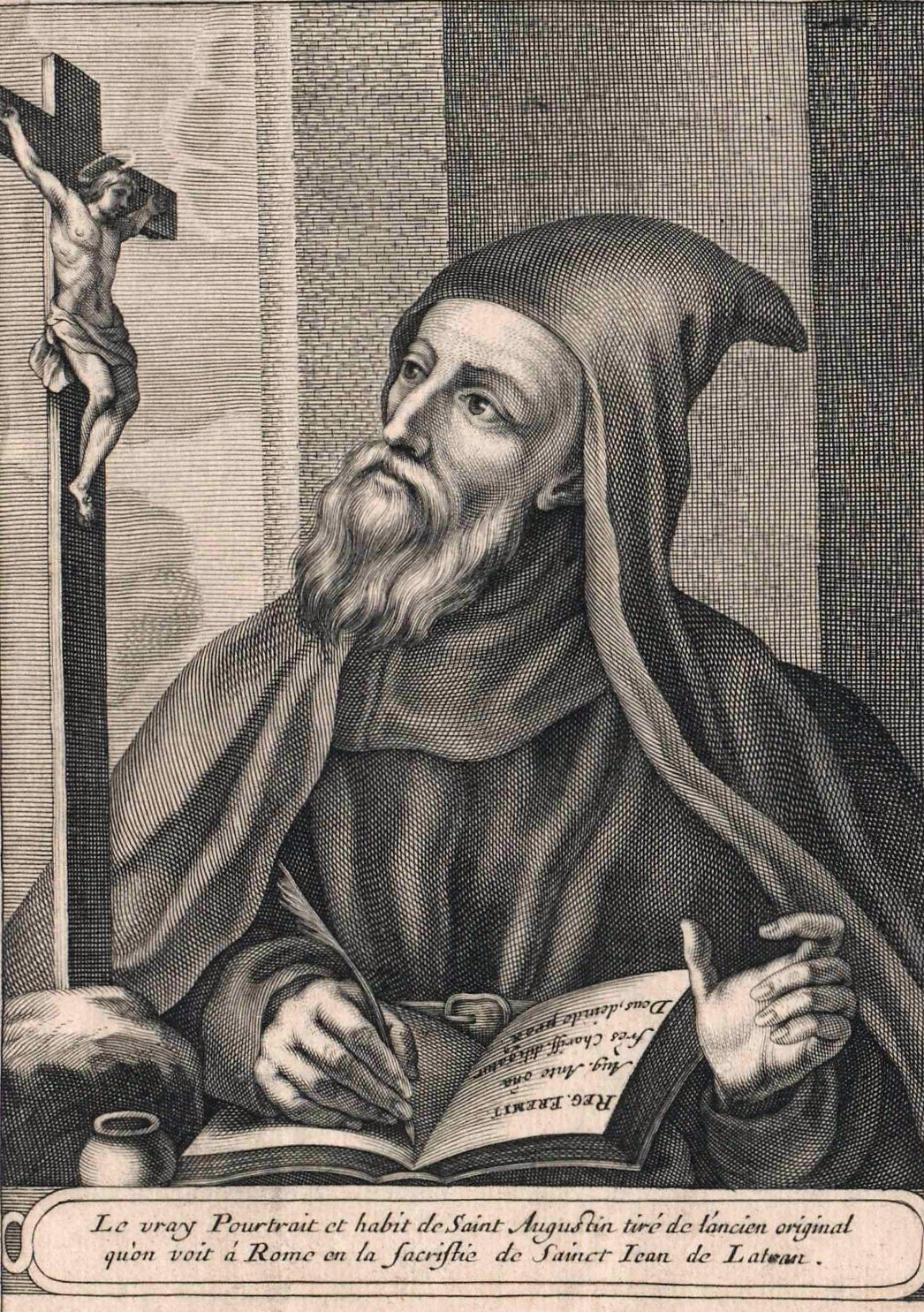
Augustinus, 17. századi metszet

Ágoston szerint nem ellenkezik a Szentírással az, hogy Isten alkotott valamit a teremtés kezdetén, amiről Mózes nem beszélt. Ez a valami az ősanyag, ami alaktalan és anyagtalan valami kell, hogy legyen. Bár nem említi a Szentírás az ősanyag teremtését, azért még nem kell Istenhez hasonlóan öröknek hinni. Ágoston ezt nem magyarázza meg, szerinte ugyanis nyilvánvaló, hogy Isten az első létező, aki a semmiből teremtett és egyedül rá mondható csak, hogy örökléttel bír.
Isten valamilyen láthatatlan ősanyagból formálta a világot, azonban ez az ősanyag nem egy már előzőleg létező valami volt, hanem Ő maga teremtette. A kézművesek tevékenysége és Isten tevékenységének hasonlóságára utal Ágoston akkor is, mikor azt mondja: „Ugyanezt az anyagot nevezte víznek is, amely fölött Isten szelleme lebegett, miként a kézműves akarata lebeg a létrehozandó alkotás felett.”

## Kettős teremtés gondolata
Ágoston valószínűleg Órigenésztől vehette át a kettős teremtés gondolatát. Órigenész a következőket írja a Principiumokról című művében: „tehát az egész érvelés abba torkollik, hogy Isten két általános természetet alkotott: a látható, vagyis a testi természetet, és a láthatatlan, vagyis a testetlen természetet. ”
Ágoston a következőket mondta: először Isten a láthatatlan ősanyagból a láthatatlan eget és láthatatlan földet teremtette meg. A láthatatlan ég, azaz az egek ege és a láthatatlan föld az alak nélküli föld időn kívül teremtetett, azonban nem örök létezők. Azért mondja a Szentírás, hogy láthatatlan volt az ég és a föld, mert még rendezetlen és alaktalan volt. Nem azért nevezi Isten ezt az alaktalan anyagot, égnek és földnek, mert az volt, hanem, mert azzá lehetett. Itt Ágoston arra az elméletére utal – amit a sztoikusoktól vett át – hogy Isten az ősanyagba mintegy beleoltotta a majdani dolgok végső alakját, észcsirát (lat. ratio seminalis) helyezett az ősanyagba. Isten először a világot láthatatlan formában teremtette meg, majd ennek mintájára hozta létre a láthatót (exemplarizmus ). Így Ágoston két égről és két földről beszél: „ha az egek egével összehasonlítsuk a mi egünk is csupán föld”.
A kettős teremtés tehát azt jelenti, hogy Isten először egy láthatatlan világot teremtett meg, ez a világ anyagtalan volt, mert csak a gondolatában létezett, mint ahogy a szobrász szeme előtt a később elkészülő szobor képe lebeg úgy lebegett Isten szelleme a még megformálatlan anyag felett. Majd az alaktalan ősanyag megteremtése után Isten megteremtette a látható világot, a már a gondolatában meglévő anyagtalan világ mintájára.

## A teremtés folytonossága

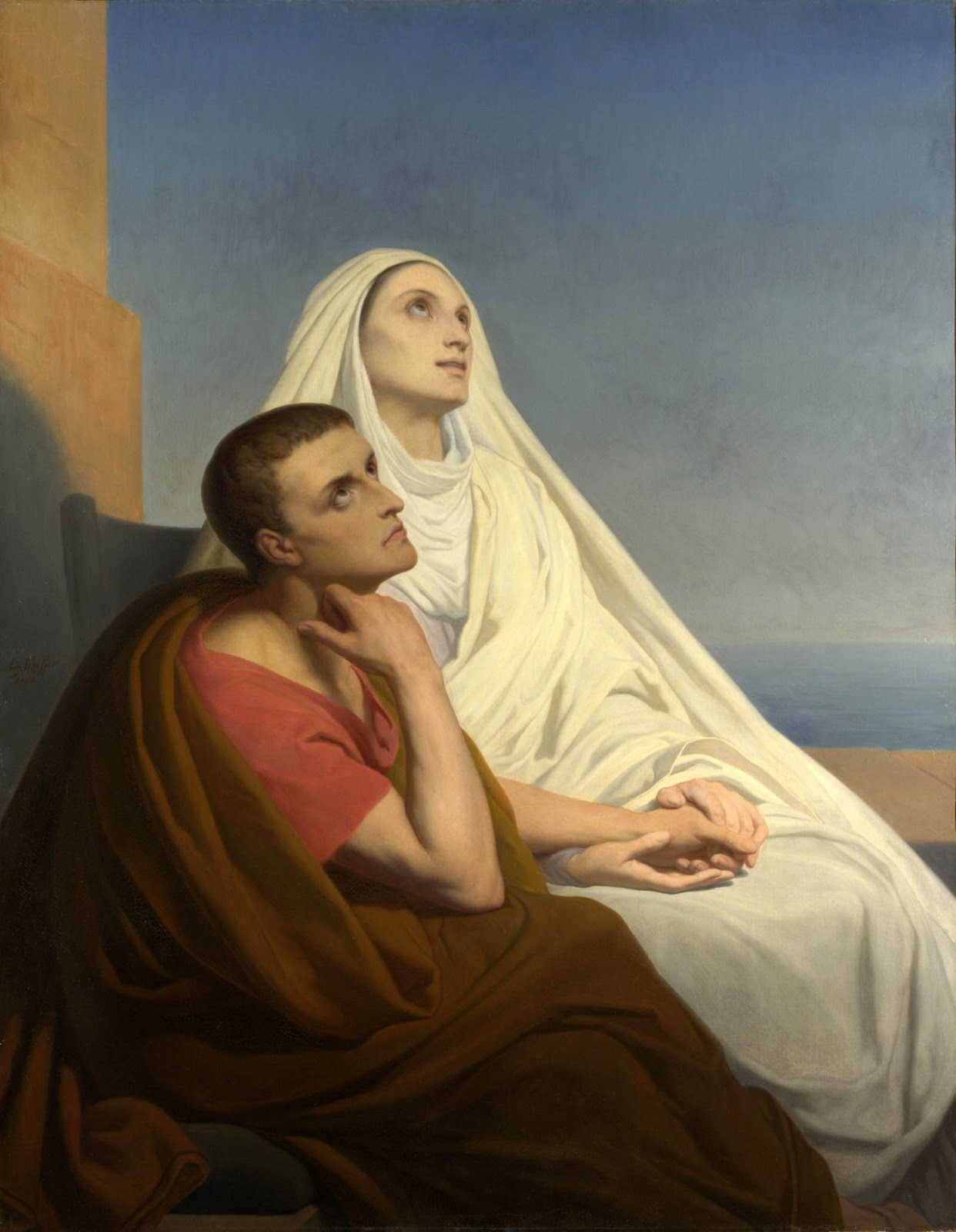
Szent Ágoston és az anyja, Mónika

Isten a világot láthatatlan formában teremtette meg, majd e láthatatlan világba helyezte a látható világ csíráit. Mai terminusokkal élve mondhatnánk, hogy Isten beprogramozta az ősanyagot, hogy azzá váljék, amivé kell: ”Mert mindenhatósága …mindenből csakis azt hozza létre a megfelelő időben, aminek lehetőségét már korábban létrehozta benne.” Ezzel az elmélettel Ágoston – bár maga sajnos nem ismerte e kifejezést – egyfajta evolúcióelméletről beszél. Ez a fajta ’evolúcióelmélet’ abban különbözik Darwin evolúcióelméletétől, hogy nem zárja ki Istent a világból. Ugyanis Ő az oka mindennek, hogy azzá lett, ami. Isten helyezte az ősanyagba a fejlődéshez szükséges hajtóerőt, programot.
Mivel Ágoston nem ismerte az ’evolúcióelmélet’ kifejezést, Ő a teremtés folytonosságáról beszélt: „Amint a fa magvát szemlélve azt mondjuk, hogy benne van a gyökérzet, a törzs, az ágak, a gyümölcsök és a levelek, de nem azért mert már léteznek, hanem mert ebből lesznek, a Szentírás is ily módon mondta, hogy kezdetben alkotta Isten az eget és a földet, mintegy az ég és a föld magvát, midőn még kúszaságban volt az ég és a föld anyaga.”
Hogy Ágoston valamilyen értelmes fejlődéselméletről, észcsirákról beszél az világosan látható a következő részből is „..A természetben zajló valamennyi folyamatnak megvannak a maguk természeti törvényei, s mivel az értelemmel nem bíró lélek is teremtmény, a benne munkáló törekvéseket is ilyen törvények határozzák”. Azaz léteznie kell egyfajta törvényszerűségnek ami alapján az almamagból almafa lesz és nem, mondjuk körte.

## Az ember teremtése
Ágoston szerint Isten minden teremtmény előtt az embert teremtette: „mert teremtettél engem öröktől fogva, mielőtt bármit cselekedtél volna, kezdettől fogva, mielőtt az egeket kiterjesztenéd, elrendezéd, hogy teremtesz, és teremtményeid számába sorolsz engem”. Az embert Isten saját képmására teremtette, azonban itt nem arra kell gondolnunk, hogy testi képmására, hisz Istent nem határolja semmiféle testi forma, hanem a szellemire – írta Ágoston: „Nem a test miatt mondja az Írás az emberről, hogy Isten képmására alkottatott meg, hanem azon hatalom miatt, amellyel minden állatot felülmúl”. Itt Ágoston az értelem hatalmára gondolt.
Ágoston az ember teremtését is kettős teremtésként írja le: az ember láthatatlan szellemét Isten minden más teremtés előtt teremtette, a látható anyagi embert, a testet azonban sokkal később formálta meg és lehelte bele a ’gondolatában’ lévő embert. Mikor Isten az embernek a testét megformálja a ’föld sarából’ nem mondja azt, hogy saját képére formája, csak akkor mondja, hogy ’teremtsünk a saját képünkre embert’,akkor a belső emberre utal.

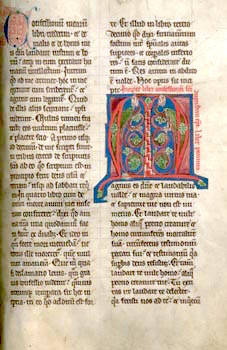
Részlet a Confessionesből (13. századi kézirat)

Isten, amikor az embert teremtette saját képmására tette, majd „a föld sarából megformálta” a testét. Ez a ’föld sarából’ megformált test nem a hétköznapi értelemben vett sárból való, hanem valamilyen romolhatatlan anyagból, ugyanis az emberi test csak a bűnbeesést követően lett romlandó. De a ’föld sará’ – ból jelentheti azt is (mivel a sár a föld és a víz keveréke), hogy testből és lélekből keverte Isten az embert, majd az érzékelést lehelte bele.
Ágoston értelmezésében a ’föld sarából’ formált test az első emberek teste, a mostani testünk nem azonos a bűnbeesés előtti ember testével. Mert a bűnbeesés előtti ember testét nem kínozta semmiféle nehézség, szükség. A mostani testünk, a bűnbeesés utáni test Isten ’bőrruhaként’ adta az első emberekre, amikor kiűzte őket a paradicsomból.
Az ember teremtését Ágoston nem úgy írja le, mint a világ többi teremtett dolgát, ezek a dolgok teremtése ugyanis a már meglévő láthatatlan ideák mintájára történik. Az ember teremtése viszont nem ’az ember láthatatlan ideája’ alapján történik. Ugyanis Isten az embert minden dolog előtt teremtette, majd testet formált neki, amibe belehelyezte. Az ember szelleme maga egy örök idea. Az ember a bűnbeesés révén válik a romlandó világ részesévé.
Azt, hogy Isten az embert férfinak és nőnek teremtette, majd megparancsolta nekik, hogy sokasodjanak, Ágoston úgy értelmezi, hogy e kötelék a férfi és nő között a bűnbeesés előtt szellemi természetű volt (az első ember abban az értelemben volt férfi és nő, hogy mint férfias ész irányította a neki alávetett lelki természetet). Ezt azzal az érvel, támasztja alá, hogy az első emberek a bűnbeesés előtt még nem voltak e világ fiai. Csak a bűnbeesés után lett testi a nemzés és (fájdalmas) a szülés.
Ágoston szerint a Szentírás szövege misztériumokat rejt magában, ezért különösen oda kell figyelni, hogy milyen igazságok is vannak a szövegben elrejtve. Ezeket a misztériumokat csak szellemi közelítéssel lehet megfejteni. Ágoston a Teremtés könyvének a szövegét kétféleképp értelmezi: történet és prófécia szerint. A történet szerinti elbeszélés azt az eseménysort mutatja be, amit a Szentírás elmesél, a hatnapos, Éden elbeszélés. Ez az elbeszélés leírja, hogy Isten milyen sorrendben teremtette a világ dolgait. A prófécia szerinti elbeszélés szerint a Teremtés könyvében szereplő hat nap az emberiség hat különböző korszakát írja le, Ádámtól az Úr eljöveteléig, amikor is nyugalmat lelnek mindazok, akiknek meghagyta: „legyetek tökéletesek, mint Atyátok, aki a mennyekben van”. A hetedik napon (amelynek nincs estéje) a tökéletes munkát végzettek megpihenhetnek.

## Isten és a teremtett világ viszonya
Isten nemcsak megteremtette a világot, hanem gondoskodik is róla, hisz nélküle a világ nem lenne képes fennmaradni. A világ rászorul Istenre, azonban Isten nem szorul rá a teremtett dolgokra, nem azért teremtett, hogy boldogságát lelje bennük, hanem mert nem tetszett neki a dolgok tökéletlensége. Azt a kijelentést, hogy „miután Isten befejezte az eget és a földet, és mindent, amit alkotott, a hetedik napon megnyugodott munkáitól, és megáldotta a hetedik napot, megszentelte, mivel ekkor nyugodott meg munkáitól ,” – Ágoston szerint nem úgy kell érteni, hogy Isten felhagyott a teremtéssel és leült pihenni. Ugyanis a Szentírás későbbi szakaszában ez áll: „Atyám mindmáig munkálkodik”. Hogy megnyugodott Isten minden munkájától, azt jelenti Ágoston értelmezésében, hogy őbenne nyugszunk meg minden munkánktól mi, ha jócselekedeteket hajtunk végre.
Hogy Isten a hetedik napon megpihent nem azt jelenti, hogy megszűnt alkotását fenntartani és kormányozni, hanem azt, hogy már nem teremtett semmit. Így igaz az, hogy megpihent a hetedik napon és igaz az is, hogy mindmáig munkálkodik.